# 44 котки
„44 котки“ (на италиански: 44 Gatti) е италиански анимационен сериал по идея на Иджинио Страфи.

## Актьорски състав
- Федерико Кампайола – Лампо
- Джеа Рива – Милейди
- Джой Салтарели – Пилоу
- Франческо Фалко – Мийтбол
- Мишела Алборгети – Баба Пина
- Франческо Прандо – Уинстън

## В България
В България сериалът е излъчен през 2019 г. по „Никелодеон“.

### Нахсинхронен дублаж
| Роля          | Изпълнител                  |
| ------------- | --------------------------- |
| Йампо         | Антония Тасева              |
| Джъмпи        | Евгения Ангелова            |
| Гъс           | Живко Джуранов              |
| Глитър        | Живко Джуранов              |
| Бус           | Константин Лунгов           |
| Бърти         | Константин Лунгов           |
| Крийм         | Константин Лунгов           |
| Скаб          | Марио Иванов                |
| Блистър       | Марио Иванов                |
| Игор          | Михаела Тюлева              |
| Уинстън       | Петър Калчев                |
| Вренч         | Петър Върбанов              |
| Едисън        | Петър Върбанов              |
| Фисби         | Петър Върбанов              |
| Пилоу         | Радослава Неделчева         |
| Милейди       | Ралица Стоянова             |
| Мийтбол       | Сотир Мелев                 |
| Баба Пина     | Цветослава Симеонова        |
| Неко          | Цветослава Симеонова        |
| Лола          | Цветослава Симеонова        |
| Снобин        | Цветослава Симеонова        |
| Фльор         | Елена Грозданова            |
| Пиперита      | Елена Грозданова            |
| Като          | Илиян Пенев                 |
| Габи          | Николина Петрова            |
| Тери          | Росен Русев                 |
| Уинстън       | Стефан Иванов               |
| Скаб          | Виктор Иванов               |
| Чок           | Виктор Иванов               |
| Милки         | Виктор Иванов               |
| Космо         | Владимир Зомбори            |
| Лапайет       | Явор Караиванов             |
| Корни         | Стефан Сърчаджиев-Съра      |
| Астрикат      | Ангелина Русева             |
| Други гласове | Ива Стоянова Симеон Дамянов |

| Обработка            | студио „Про Филмс“                          |
| -------------------- | ------------------------------------------- |
| Режисьори на дублажа | Анна Тодорова Ива Стоянова                  |
| Преводачи            | Лора Станоева Никол Султанова Дара Цветкова |